# 2001 QA298
2001 QA298, também escrito como 2001 QA298, é um objeto transnetuniano (TNO) que está localizado no cinturão de Kuiper, uma região do Sistema Solar. O mesmo possui uma magnitude absoluta de 6,8 e tem um diâmetro com cerca de 192 km.

## Descoberta
2001 QA298 foi descoberto no dia 24 de julho de 2001 pelo astrônomo Marc W. Buie.

## Órbita
A órbita de 2001 QA298 tem uma excentricidade de 0,184 e possui um semieixo maior de 45,960 UA. O seu periélio leva o mesmo a uma distância de 37,506 UA em relação ao Sol e seu afélio a 54,414 UA.